# 北見俊夫
北見 俊夫（きたみ としお、1924年11月18日 - 1995年3月23日）は、日本の民俗学者。
新潟県佐渡島生まれ。東京文理科大学史学科卒。東京教育大学助教授、教授、筑波大学教授、大東文化大学教授。1976年「日本海上交通史の研究」で東京教育大学より文学博士の学位を取得。1973年『日本海上交通史の研究』で柳田賞受賞。日本交通史、日本流通史、民俗学専攻。1995年3月23日、膵臓癌のため死去。没後、勲三等瑞宝章叙。

## 著書
- 『交通・交易伝承の研究』 岩崎美術社 民俗民芸双書、1970
- 『日本海上交通史の研究 民俗文化史的考察』 鳴鳳社、のち法政大学出版局、1973
- 『ことばの風土』 三省堂選書、1977
- 『川の文化』 日本書籍 のち講談社学術文庫、1981
- 『日本海島文化の研究 民族風土論的考察』 法政大学出版局、1989

### 共編著
- 『日本の民俗 第4巻 人間の交流』 桜井徳太郎共著、河出書房新社、1965
- 『日本民俗学の展開 筑波大学創立十周年記念民俗学論集』編、雄山閣出版、1988
- 『恵比寿信仰』編、雄山閣出版 民衆宗教史叢書、1991

## 参考
- 北見俊夫／〔著〕川の文化（文庫本）セブンネット 2022年11月閲覧